# Cité Moynet
Pour les articles homonymes, voir Moynet.
La cité Moynet est une voie située dans le quartier de Picpus du 12e arrondissement de Paris.

## Situation et accès

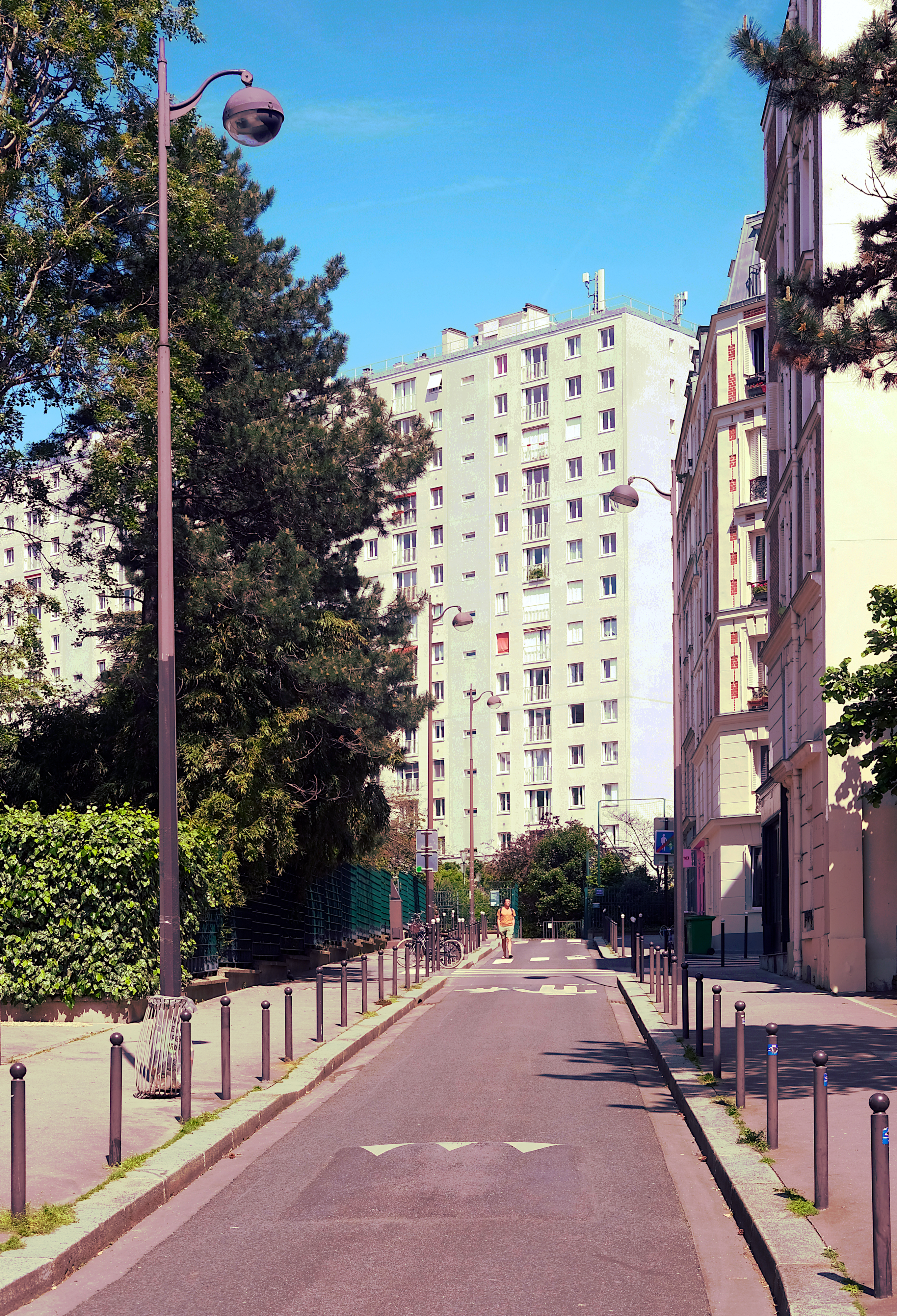
Le haut de la cité Moynet.

Cette voie débute 179, rue de Charenton et se termine 1, rue Sainte-Claire-Deville.
La cité Moynet est accessible à proximité par la ligne de métro 8 à la station Montgallet.

## Origine du nom
Le nom de la rue fait référence M. Moynet, propriétaire local.

## Historique
Elle est classée dans la voirie parisienne par un arrêté municipal du 26 juillet 1993. 

## Bâtiments remarquables et lieux de mémoire
- square Frédéric-Rossif
- No 12 : synagogue Chivtei Israël